# Ricardo Opisso
Ricardo Opisso y Sala (Tarragona, 20 de noviembre de 1880-Barcelona, 21 de mayo de 1966) fue un pintor, dibujante e historietista español.

## Biografía
Hijo de Alfredo Opisso y Viñas, periodista, historiador y crítico, y de Antonia Sala y Gil, su hermana Regina Opisso fue escritora. Procede de una familia ilustrada repleta de artistas. Su abuelo paterno fue Josep Opisso y Roig, periodista y director del Diari de Tarragona, padre de los también escritores Antonia Opisso y Viña y Antoni Opisso y Viña. Su bisabuelo materno fue el pintor Pere Pau Montaña, su abuelo materno el fabulista Felipe Jacinto Sala y su tío materno, el pintor Emilio Sala y Francés. Su sobrino fue Arturo Llorens y Opisso, un escritor más conocido bajo su seudónimo Arturo Llopis.
Aunque nació en Tarragona, su familia se trasladó a Barcelona cuando Opisso contaba sólo dos años de edad. En la Barcelona modernista de finales del siglo XIX, Opisso trabajó como ayudante de Antoni Gaudí en las obras de la Sagrada Familia de Barcelona desde 1892. Estuvo vinculado al grupo Els Quatre Gats, junto con Ramón Casas, Manuel Hugué, Isidre Nonell y Pablo Picasso, entre otros.
Más adelante trabajó como ilustrador en publicaciones como ¡Cu-cut! desde 1903) y L'Esquella de la Torratxa (a partir de 1912), firmando dibujos orientados a la sátira política, que gráficamente están relacionados con el art nouveau. A causa de la dictadura de Miguel Primo de Rivera, Opisso abandona la sátira política y sus dibujos se acercan a la temática costumbrista, especializándose en escenas populares. Sus dibujos de esta época se caracterizan por presentar abigarradas multitudes en escenarios populares barceloneses. De esta época datan sus más conocidos trabajos para la revista de historieta TBO (en la que había comenzado a colaborar en 1919), donde se especializó en la realización de portadas. Colaboró con otras muchas publicaciones, como En Patufet, Pocholo, etc.
En la posguerra, la obra pictórica de Opisso triunfó en las galerías de Barcelona. En 1953 recibió el reconocimiento de su ciudad natal en la IV Feria de Arte de Tarragona.

## Museo Opisso
En el Hotel Astoria de Barcelona se muestra de forma permanente desde finales de 2007 en su planta baja (sala de recepción y cafetería) una colección de más de 200 ilustraciones de Opisso. Los dibujos y carteles proceden de la colección privada de Jordi Clos, presidente de la cadena propietaria del hotel (Derby Hotels Collection).